# Gil Eanes
Gil Eanes (Lagos, Algarve, ? - ?), fou un navegant i explorador portuguès, al servei de l'infant de Portugal, Enric el Navegant. És conegut per ser el primer occidental en superar el cap Bojador, el 1434, iniciant l'època dels grans descobriments.

## Biografia

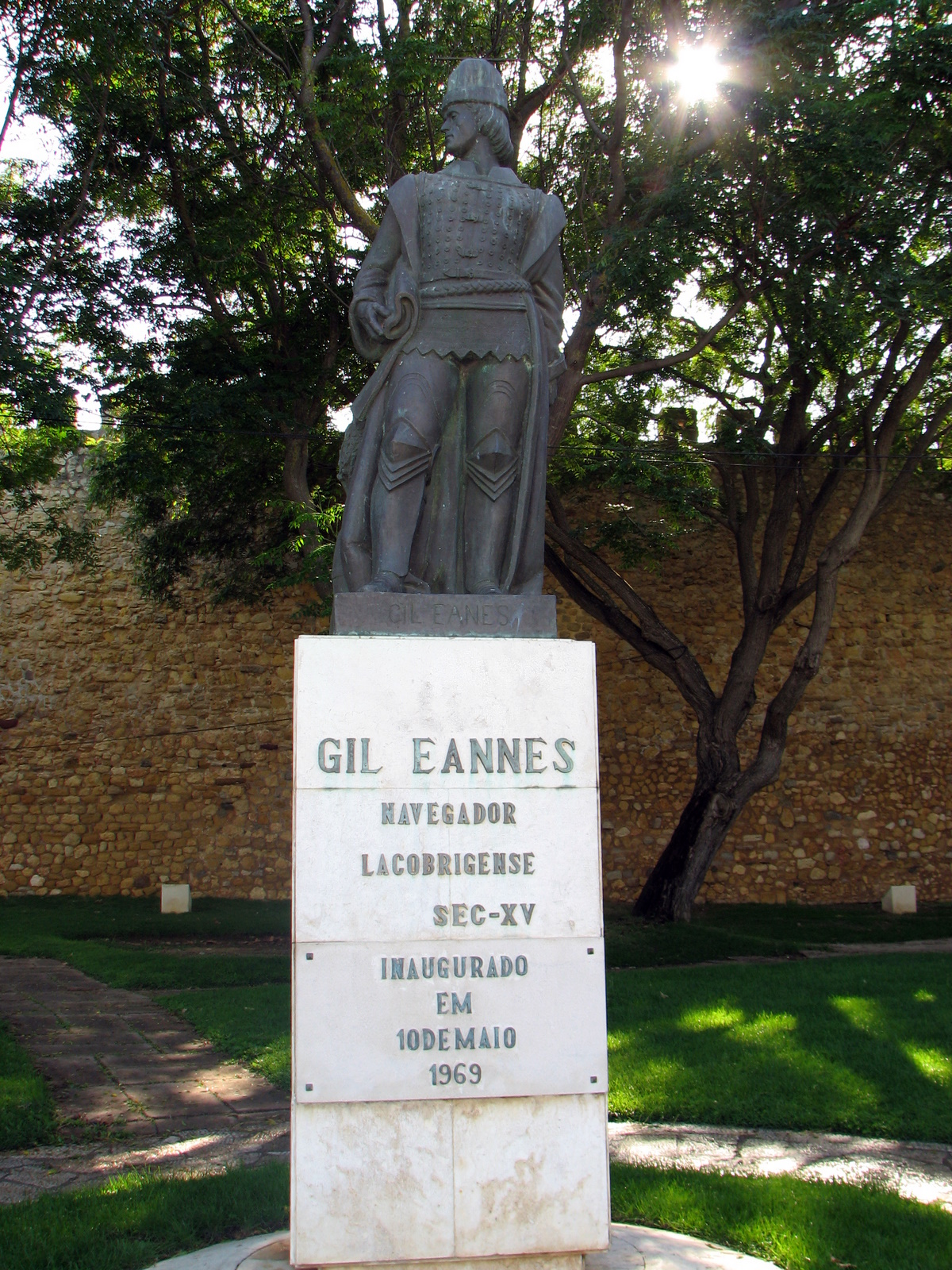
Estàtua de Gil Eanes a Lagos

Poc se sap de la seva vida. La majoria de la informació prové de la Crònica de Guinea de Gomes Eanes de Zurara. Es va incorporar al servei del príncep Enric el 1433, quan l'infant li confià un vaixell i la seva tripulació, per tal de tractar de superar el cap Bojador, fins llavors un cap infranquejable amb el nivell de coneixement i equipament existent.
Va fer un nombre indeterminat de viatges al llarg de la costa oest d'Àfrica abans d'arribar fins a les illes Canàries, on capturà uns quants indígenes, que traslladà a Sagres. El seu retorn fou rebut amb reserva i fredor a la cort, ja que esperaven que hagués tingut èxit en el pas del cap. El maig de 1434 va rebre un nou encàrrec i amb un bergantí-caravel·la aconseguí navegar més enllà del cap Bojador, tornar a Sagres i informar de les condicions de l'aigua, la terra i les facilitat en la navegació una vegada superat el cap, alhora que portà algunes plantes per demostrar l'èxit de la seva missió. El descobriment d'una ruta transitable al voltant del Cap de Bojador va marcar l'inici de l'exploració portuguesa d'Àfrica.
Eanes va fer un altre viatge, amb Afonso Gonçalves Baldaia, en 1435. Navegaren uns 250 km al sud del cap Bojador, tot seguint la costa africana, però en què només trobaren rastres de presència humana. Anomenaren la cala on fondejaren Angra dos Ruivos per l'abundància de pesca que hi havia en les seves aigües.
El 1444 participà en una nova expedició a la costa africana, aquesta vegada amb un clar interès comercial: la captura d'esclaus. El resultat serà la primera venda important d'esclaus al mercat de Lagos. A partir d'aquest moment es perd el seu rastre.